# Pirna
Pirna é um município da Alemanha, situado no distrito de Sächsische Schweiz-Osterzgebirge, no estado da Saxônia. Tem 53,02 km² de área, e sua população em 2019 foi estimada em 38.422 habitantes.